# Lucra Cars

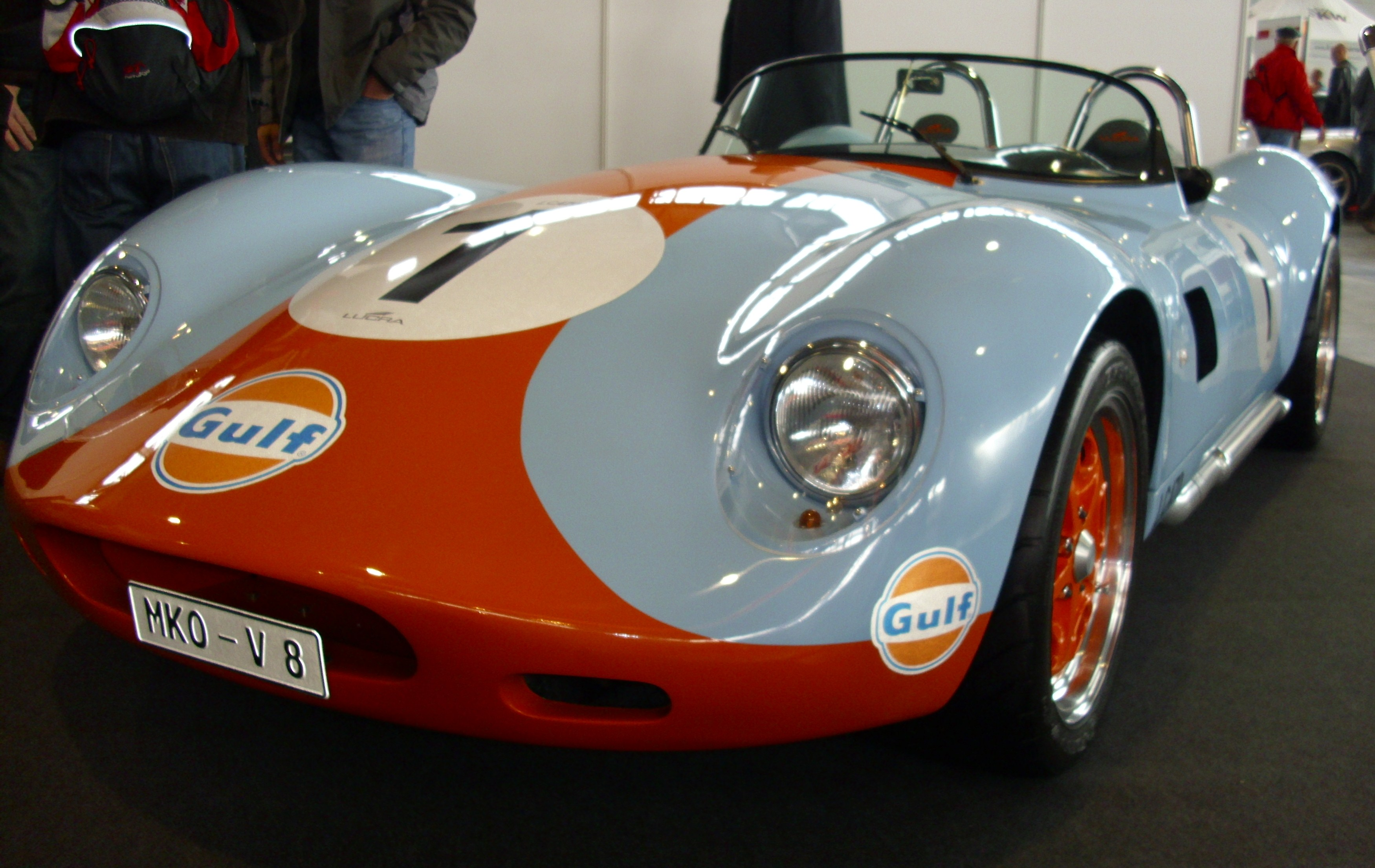
Lucra LC 470

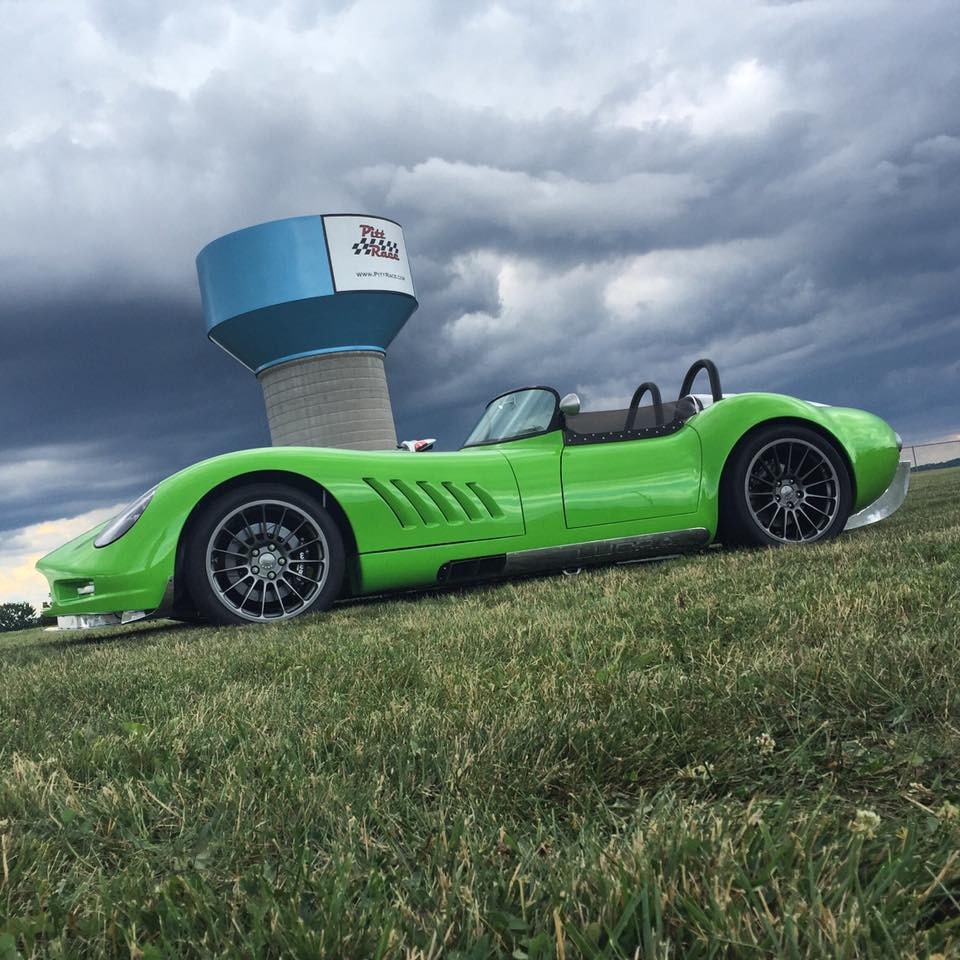
Seitenansicht

Lucra Cars LLC war ein US-amerikanischer Hersteller von Automobilen.

## Unternehmensgeschichte
Luke Richards gründete Lucra Cars, LLC am 28. Februar 2006 in Los Angeles in Kalifornien. Registriert war es allerdings in Wyoming. 2010 begann die Produktion von Automobilen. Der Markenname lautet Lucra. Am 11. April 2012 wurde dieses Unternehmen aufgelöst.
Luke Richards gründete am 12. Mai 2011 die Niederlassung Lucra Cars LLC in Boulder in Colorado, die allerdings in Kalifornien registriert war. Auch dieses Unternehmen existiert nicht mehr.
Am 30. Dezember 2016 wurde in Sheridan in Wyoming ein weiteres Unternehmen Lucra Cars LLC gegründet. Das Unternehmen wurde im Mai 2019 aufgelöst.
MKO aus Wörth an der Isar war der deutsche Importeur.

## Fahrzeuge
Das erste Modell LC 470 steht weiterhin im Sortiment. Es ist ein Supersportwagen als zweisitziger Roadster. Ein leistungsstarker V8-Motor ist hinter der Vorderachse montiert und treibt die Hinterräder an. Zur Wahl stehen mehrere Motoren. Von der Corvette stammen Motoren mit 6300 cm³ Hubraum und 430 PS Leistung sowie mit 7000 cm³ Hubraum und 505 PS. Alternativ gibt es Motoren von der Daimler AG mit 6300 cm³ Hubraum und zwischen 457 und 525 PS. Das Fahrzeug wiegt etwa 1000 kg.
Das zweite Modell L 148 ist ebenfalls ein Supersportwagen. Auffallend ist das Targadach.